# Cocina eléctrica

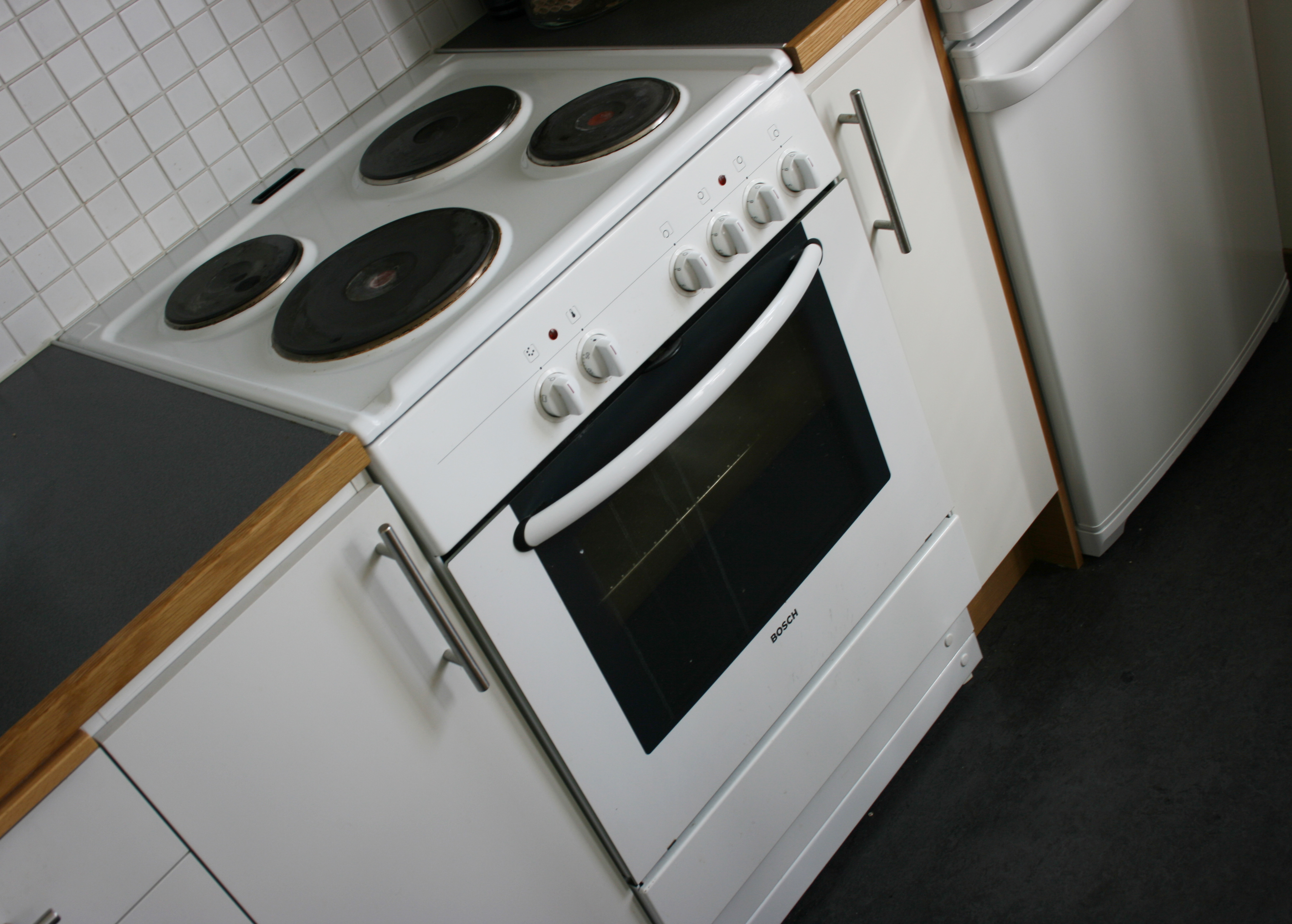
Una cocina eléctrica usa la electricidad para proporcionar calor.

Una cocina eléctrica es una variación de la cocina que convierte la electricidad en calor para cocinar y hornear.
Inventada en el siglo XIX, la cocina eléctrica se hizo popular para sustituir las cocinas de combustible sólido (leña o carbón), que requieren más mano de obra para operar y mantener. Las cocinas eléctricas más modernas vienen en una unidad con una función de campanas extractoras y son programables.

## Historia

### Primeras patentes

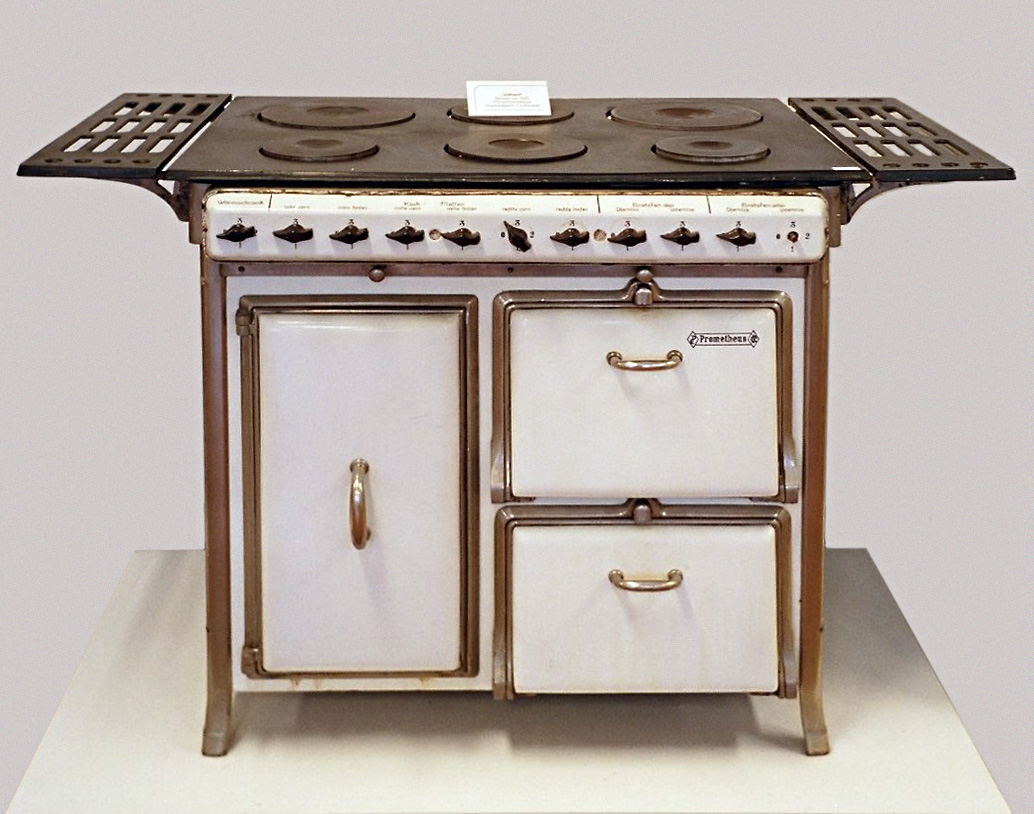
Una cocina eléctrica antigua.

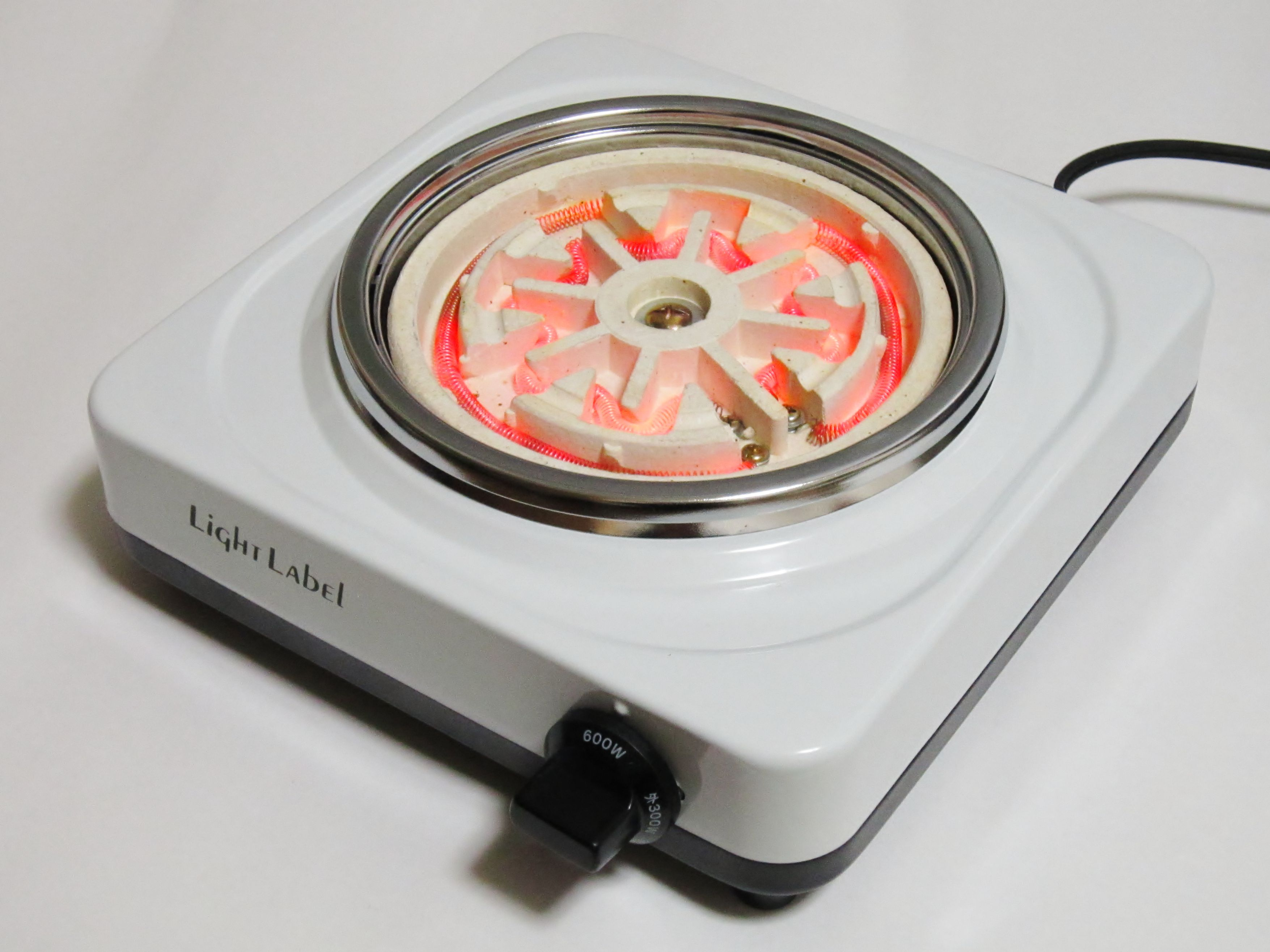
Una placa portátil con las resistencias de calentamiento a la vista, rodeadas por material cerámico.

El 20 de septiembre de 1859, George B. Simpson obtuvo la patente estadounidense nº 25532 para un «electro-calentador» de superficie calentado por una bobina de alambre de platino alimentada por baterías. En sus palabras, útil para «calentar habitaciones, hervir agua, cocinar vituallas, etc».
El inventor canadiense Thomas Ahearn registró la patente nº 39916 en 1892 para un «horno eléctrico», un dispositivo que probablemente empleó ese año en la preparación de una comida para un hotel de Ottawa. Ahearn y Warren Soper eran propietarios de la Chaudiere Electric Light and Power Company de Ottawa. La cocina eléctrica se exhibió en la Exposición Universal de Chicago de 1893, donde se mostró un modelo de cocina electrificada. A diferencia de la cocina de gas, tardó en imponerse, en parte debido al desconocimiento de la tecnología y a la necesidad de electrificar ciudades y pueblos. Para la década de 1930, la tecnología había madurado y la estufa eléctrica estaba reemplazando lentamente a la estufa de gas, especialmente en los hogares.
En 1897, William Hadaway obtuvo la patente estadounidense nº 574537 para un «horno eléctrico controlado automáticamente».

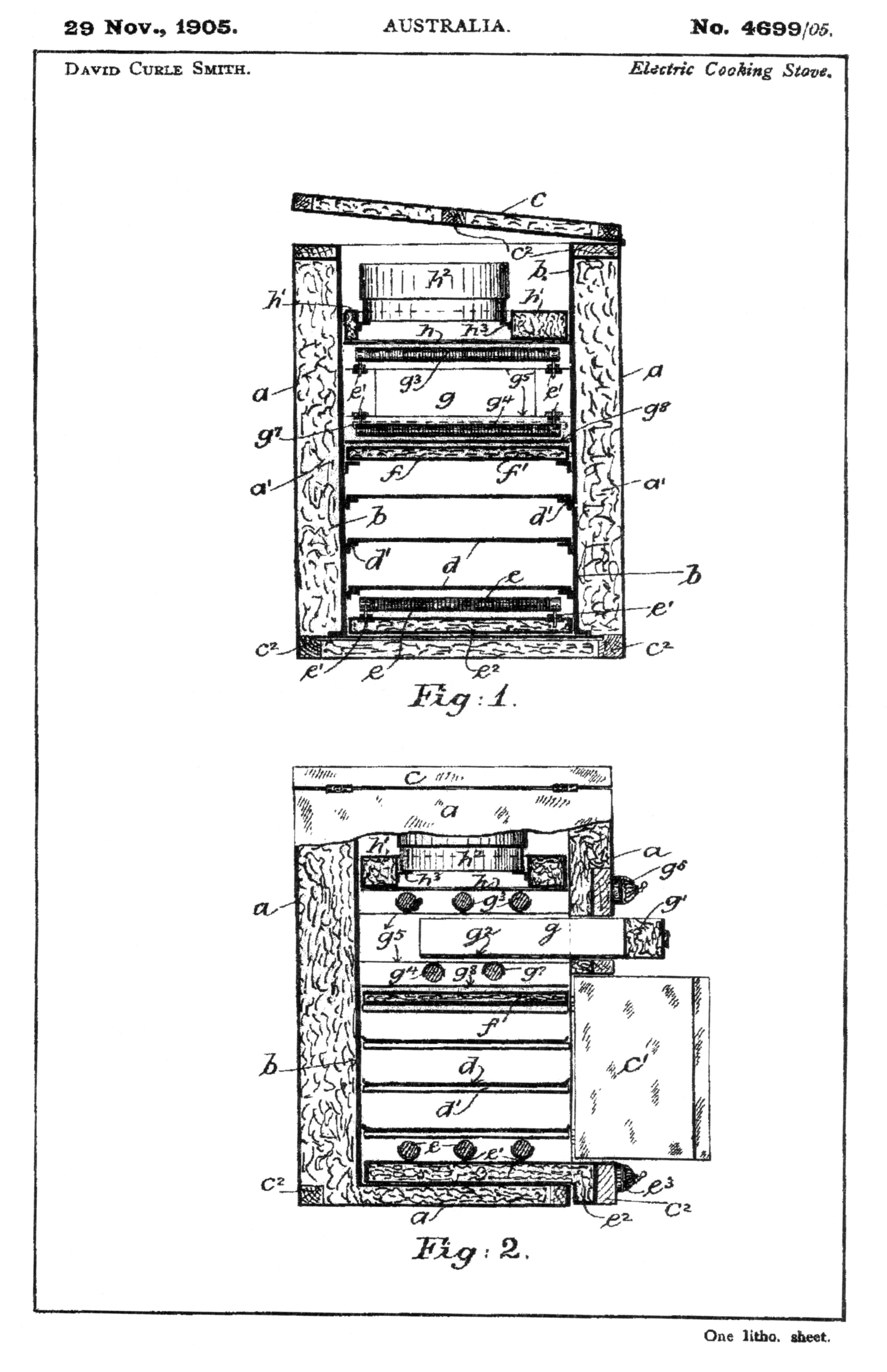
Dibujos presentados el 29 de noviembre de 1905 cuando a David Carl Smith se le concedió una patente australiana (Nº 4699/05) para su «cocina eléctrica», también conocida como la «cocina 'Kalgoorlie'».

Las primeras cocinas eléctricas no eran satisfactorias debido al costo de la electricidad (en comparación con la madera, el carbón o el gas de la ciudad), la energía limitada suministrada por la empresa de servicios públicos, la mala regulación de la temperatura y la corta vida útil de los elementos calefactores. La invención de las aleaciones de nicromo (níquel-cromo) para cables de resistencia mejoró el costo y la durabilidad de los elementos calefactores.
Se comercializaron cocinas eléctricas y otros electrodomésticos para generar demanda de Electricidad. Durante la expansión de la electrificación en el pueblo, las demostraciones de cocina con estufas eléctricas fueron populares.

### Cocina Kalgoorlie
En noviembre de 1905, David Carl Smith, ingeniero municipal de Ingeniería eléctrica en Kalgoorlie, Australia Occidental, solicitó una patente (Aust. Patente No. 4699/05) para un dispositivo que adaptó (a partir del diseño de una estufa de gas) lo que luego se convirtió en la configuración para la mayoría de las cocinas eléctricas: un horno sobre el cual había una placa de cocción con una parrilla entre ellos. La cocina de Carl Smith no tenía termostato; el calor fue controlado por la cantidad de dispositivos de nueve elementos que se incluyeron.

## Variantes

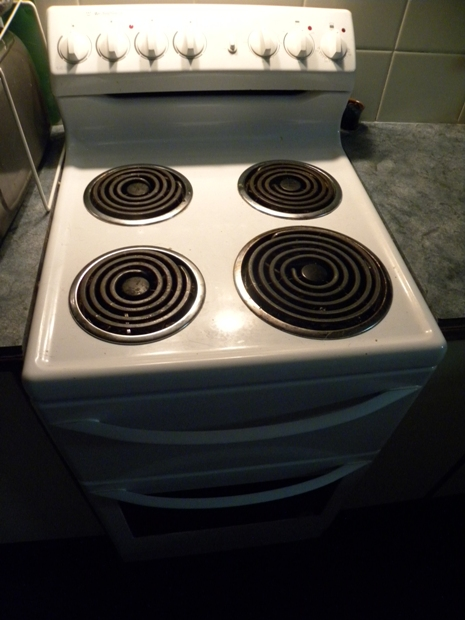
Una cocina eléctrica con calentadores eléctricos en espiral antigua

La primera tecnología utilizaba bobinas de calor resistivas, que calentaban fogones de hierro, en la parte superior de los cuales se colocaban las cazuelas. Posteriormente  esto se convirtió en un tubo hueco de acero en espiral que tenía un elemento de calentamiento que atravesaba el centro. El tubo se enrolla en espiral debajo de la cacerola. A diferencia de la placa de hierro anterior, la espiral de acero se calentaba al rojo, impartiendo más calor a la cacerola del que podría dar la placa.
La corriente eléctrica que circula por la resistencia la calienta por efecto Joule. Este calor puede modularse variando la intensidad de la corriente eléctrica. Un termostato corta regularmente la alimentación eléctrica para mantener una temperatura próxima a la deseada. Este proceso suele ir acompañado de un indicador luminoso para que el usuario pueda seguir los cortes.
El calor de la resistencia se transfiere a la placa de cocción propiamente dicha, que puede ser de hierro fundido o de otros materiales, como la piedra de una ménsula. El material absorbe el calor y lo distribuye al recipiente o alimento que se va a calentar.

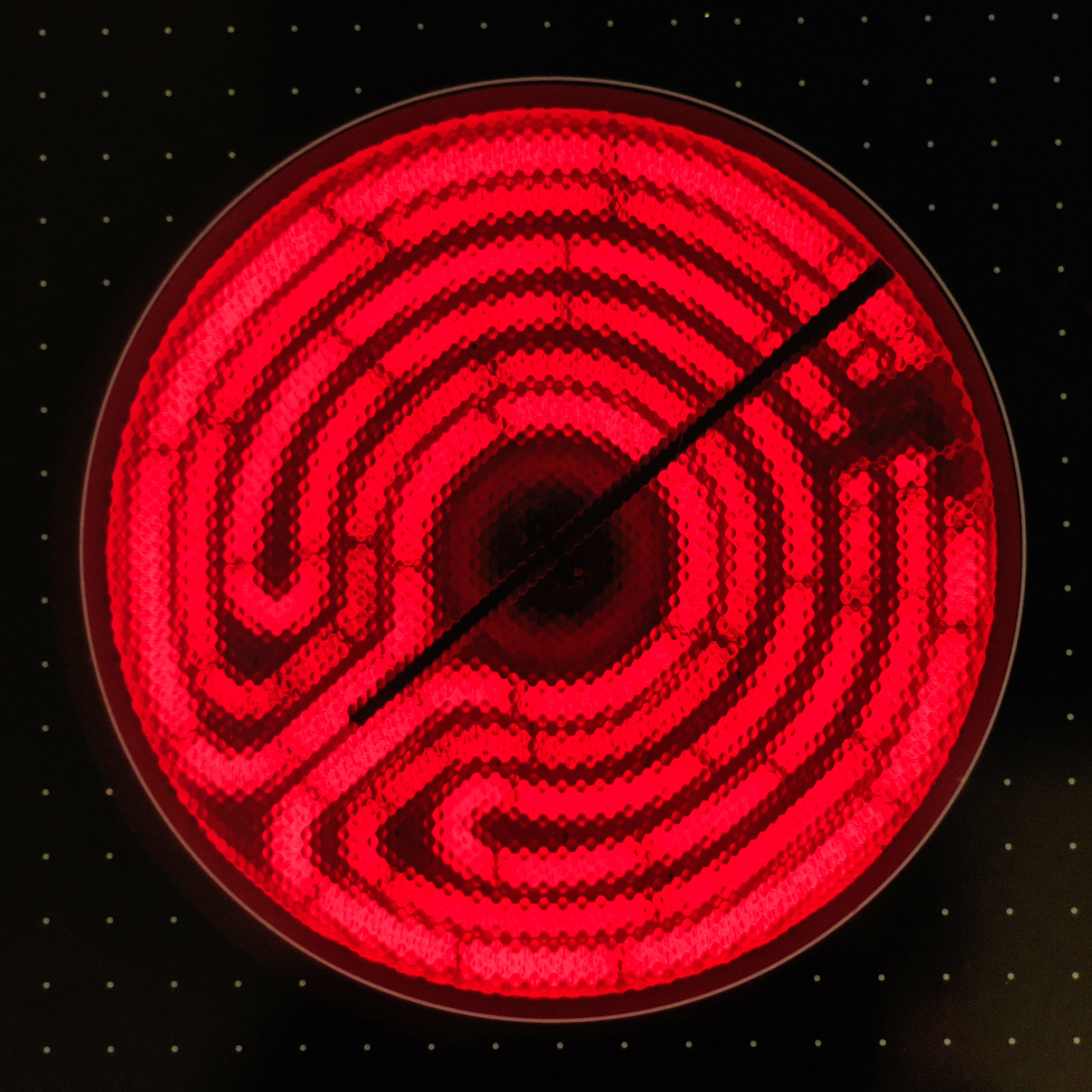
Placa de cocción con espiral al rojo cuando está encendido y con una protección de vidrio cerámico.

### Cocina vitrocerámica

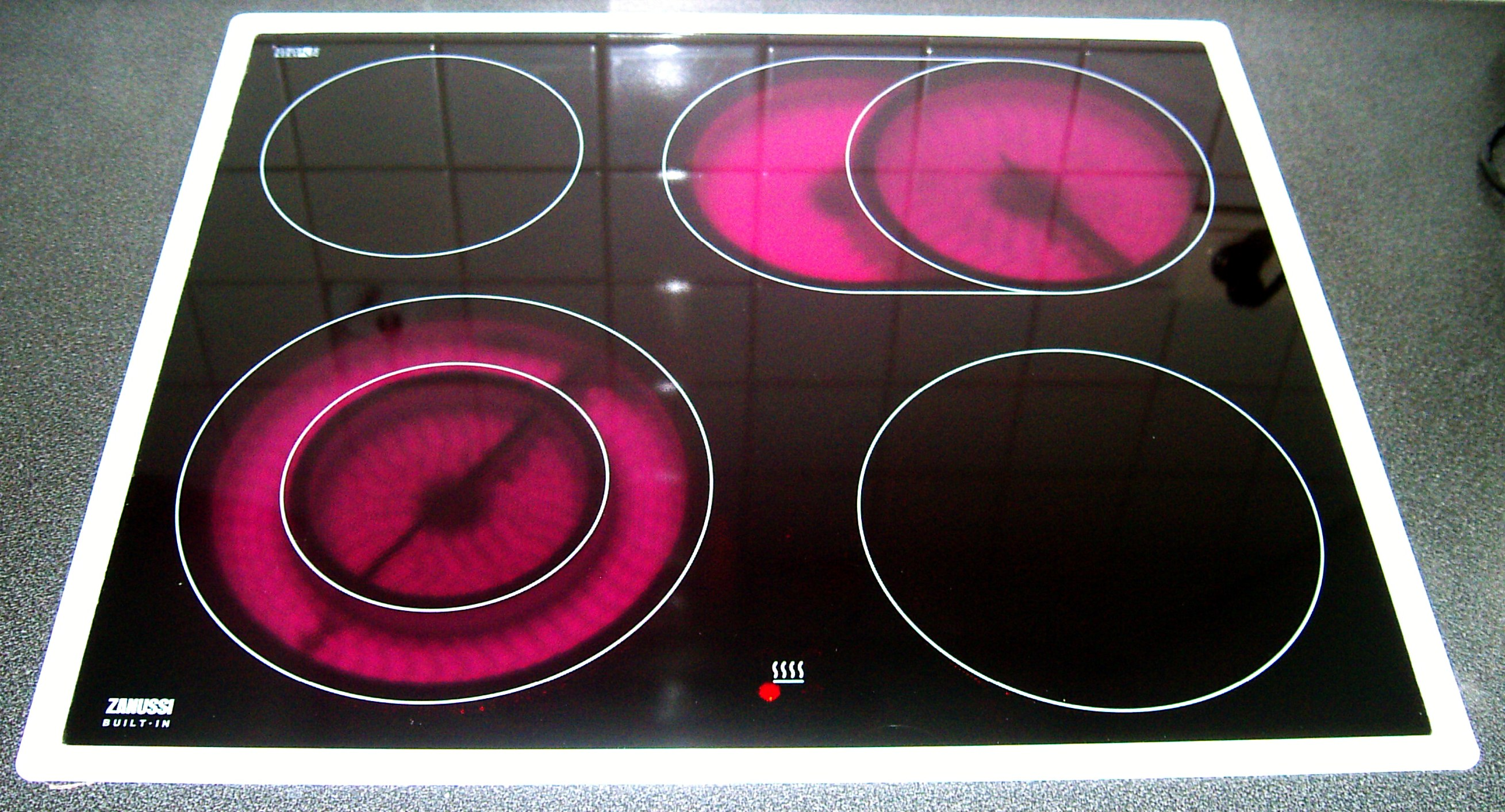
Una cocina de vitrocerámica (2005)

En la década de 1970 comenzaron a aparecer las cocinas de cocina vitrocerámica. La vitrocerámica tiene muy baja conductividad térmica, un coeficiente de expansión térmica de prácticamente cero, pero permite que la radiación infrarroja pase muy bien. Se utilizan bobinas de calentamiento o lámparas de infrarrojos halógenas lámparas como elemento calentador. Debido a sus características físicas, la cocina se calienta con mayor rapidez, menos restos de calor residual y solo la placa se calienta, mientras que la superficie adyacente se mantiene fría. Además, estas cocinas tienen una superficie lisa y por lo tanto son más fáciles de limpiar, aunque inicialmente eran más caras.

### Cocina de inducción

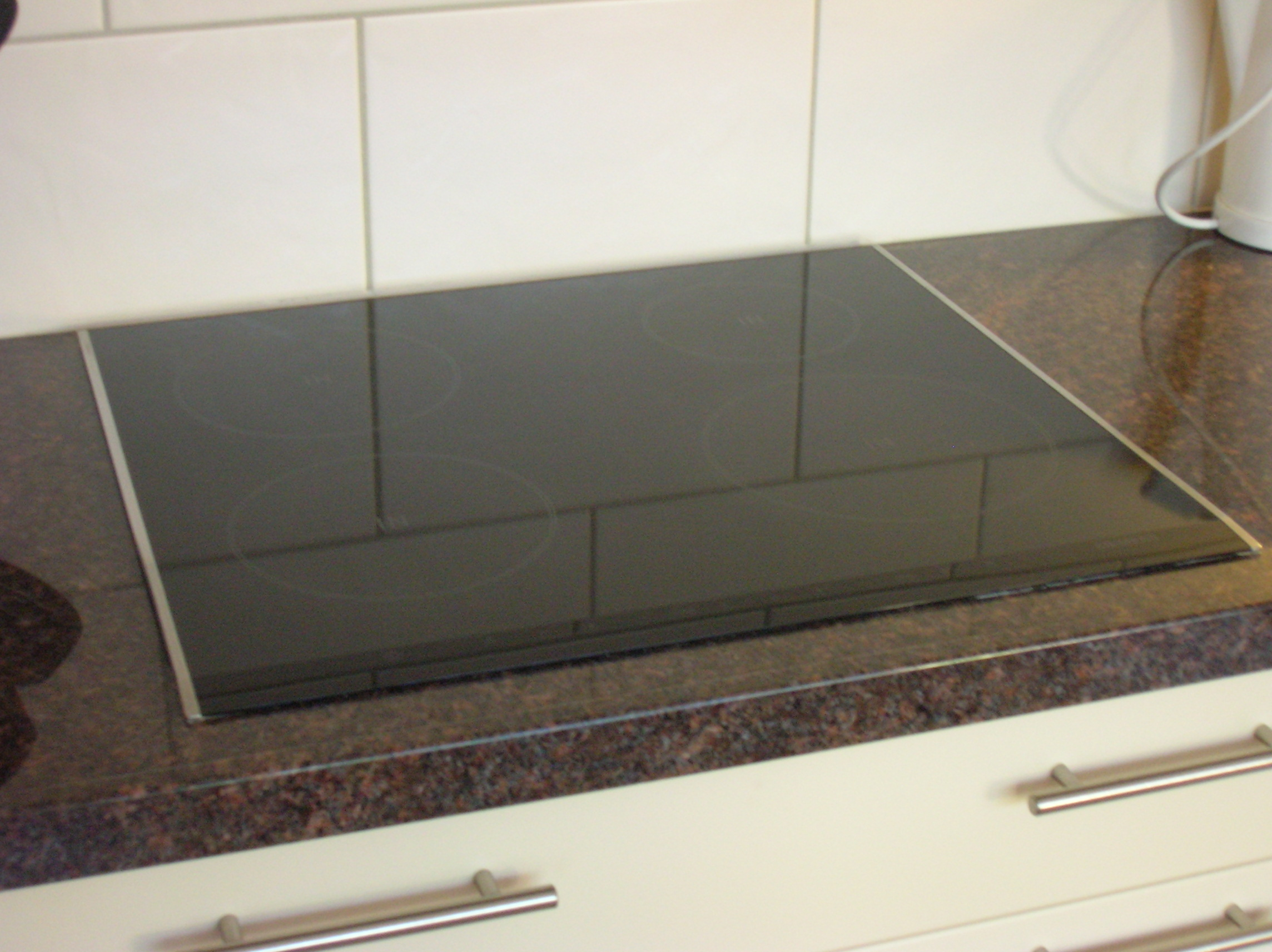
Aspecto exterior de una cocina de inducción.

Una tercera tecnología desarrollad por primera vez para las cocinas profesionales, pero que hoy en día también ha entrado en el sector doméstico, es la cocción por inducción. Este proceso solo calienta, hasta el momento, utensilios ferromagnéticos, directamente a través de la inducción electromagnética. Acontecimientos recientes han permitido funcionar también a utensilios de cocina no ferrosos, pero no tan eficientemente como los ferrosos. Las estufas de inducción también tienen una superficie de cristal-cerámica lisa.
Se estudia una propuesta de diseñar un tipo de cocina eléctrica a base de emisión de radiación infrarroja con la finalidad de aprovechar las propiedades térmicas de los mismos y de este modo disminuir el consumo de electricidad.

## Instalación
En muchos países europeos, las cocinas eléctricas se conectan preferentemente a la red eléctrica como «conexión fija» mediante una caja de conexiones para cocinas; en Suiza, en cambio, los cables procedentes del conducto vacío se conectan directamente. Para la alimentación eléctrica, es habitual una conexión trifásica de 400 V CA, pero también eran habituales las alimentaciones monofásicas de 230 V, sobre todo en las instalaciones más antiguas. La norma DIN 18015-1 exige en 5.2.5 Instalaciones residenciales una conexión trifásica con una capacidad de corriente admisible de al menos 20 A.

## Cocina domótica
La cocina eléctrica es la ideal para ser utilizada como cocina domótica, sobre todo en lo que se refiere al apagado automático pasado un determinado tiempo, a la capacidad de detectar calor excesivo, la posibilidad de tener diferentes combinaciones de temperatura y potencia a lo largo del tiempo, preselección de tiempos y temperaturas o potencias para platos determinados, incluso la conexión a internet, etc.

## Peligros y precauciones en su uso

### Cocinas eléctricas de bobinas
Poseen peligro de quemaduras, ya que las bobinas y las áreas circundantes se calientan mucho durante el uso. Además pueden producir descargas eléctricas debido a cables dañados o desgastados que pueden representar un riesgo.
En lo que respecta a precauciones se deben mantener los materiales inflamables alejados a una distancia segura, ello incluye toallas de papel, paños y otros artículos inflamables. Se deben utilizar utensilios adecuados, especialmente ollas y sartenes de fondo plano para asegurar un buen contacto con la bobina para una calefacción eficiente y evitar que se vuelquen. Se deben revisar regularmente los cables de la cocina en busca de signos de desgaste o daño. La cocina se debe apagar cuando no se utiliza y dejar que se enfríe completamente antes de tocarla.

### Cocinas eléctricas de superficie lisa
Poseen el peligro de quemaduras, ya que la superficie de vidrio o cerámica puede retener calor incluso después de apagar la cocina. La superficie de vidrio o cerámica puede agrietarse o romperse si se caen ollas pesadas sobre ella. Los cables defectuosos o las piezas dañadas pueden representar un riesgo.
En lo que respecta a precauciones se deben utilizar solo ollas y sartenes de fondo plano para evitar rayar o dañar la superficie. Los derrammes 
deben ser limpiados tan pronto como la cocina se enfríe para evitar manchas y daños en la superficie.  se debe evitar la caída o golpes de utensilios pesados sobre la superficie para evitar agrietamientos. La superficie de la cocina se debe revisar regularmente en busca de grietas o daños y de debe dejar de usarla si encuentra algún problema.

### Cocinas de inducción
Aunque las cocinas de inducción son generalmente más frescas al tacto, los utensilios pueden calentarse mucho, por lo que susbsiste el riesgo de quemaduras. Al igual que con otras cocinas eléctricas, el cableado defectuoso puede representar un riesgo. Las estufas de inducción pueden interferir con marcapasos y otros dispositivos médicos.
Se deben utilizar únicamente utensilios de cocina que sean compatibles con las cocinas de inducción (generalmente basados en materiales magnéticos). Se deben evitar la presencia de objetos metálicos cerca de la cocina de inducción  para evitar quemaduras accidentales o interferencias. Se debe verificar la compatibilidad de dispositivos médicos como marcapasos, se recomienda consultar al profesional de la salud  sobre el uso de una cocina de inducción.